# Amfreville (Manica)
Amfreville era un comune francese di 305 abitanti situato nel dipartimento della Manica nella regione della Normandia.
Dal 1º gennaio 2016 è parte del nuovo comune di Picauville.
Fa parte del cantone di Sainte-Mère-Église nella circoscrizione (arrondissement) di Cherbourg-Octeville.

## Storia

### Simboli
Il comune di Amfreville non aveva un emblema ufficiale ma utilizzava uno stemma d'azzurro, allo scaglione d'oro, accompagnato in capo da due stelle d'argento, e in punta da un crescente montante dello stesso, che era il blasone dei du Poerier, un'importante famiglia del Cotentin sotto l'Ancien Régime.

## Società

### Evoluzione demografica
Abitanti censiti